# Psiloderces penaeorum
Psiloderces penaeorum is een spinnensoort uit de familie Psilodercidae. De soort komt voor in Thailand.